# Ivan Cvitanović
Don Ivan Cvitanović (Baška Voda, 7. listopada 1932. – Split, 20. studenoga 1996.), hrvatski rimokatolički svećenik, publicist, kolumnist, šahist. Pisao je u mnogim revijama i časopisima (Crkva u svijetu, Bogoslovska smotra, Veritas...). Posljednje tri godine bio je redoviti suradnik dnevnih novina Slobodne Dalmacije, gdje je imao svoju kolumnu. Napisao je i izdao četiri knjige: Razgovor (1982.), Odnosi (1983.), Zaljubljenost (1985.) i Misterij ljubavi (izdana postumno 1997.). Pokrenuo je i izdavačku biblioteku "Buvina". Razgovor, Odnosi i Zaljubljenost! čine psihološko-poetičnu trilogiju.

## Životopis
Rodio se u Baškoj Vodi. Zaredio se za svećenika je 1956. godine. Prvo je bio župnik u Medovu Docu, zatim je bio tajnik nadbiskupa Frane Franića. Tijekom tog vremena diplomirao je na studiju matematike i fizike, pa te predmete predaje u splitskoj sjemenišnoj gimnaziji. Imenovan je kapelanom i vjeroučiteljem u prvostolnici sv. Dujma, a 1979. je instaliran na službu župnika i kanonika. Bio je katedralni župnik, studentski vjeroučitelj, profesor matematike i fizike, šahist i nogometaš, hajdukovac, dušobrižnik ulice, obnovitelj katedrale. Ostavio je trajan pečat na splitske osamdesete i prvu polovinu devedesetih godina. Poznat po svom "gradskom pastoralu" i družio se sa svim vrstama ljudi. Bio je svugdje i odsvuda su dolazili k njemu. Na vjeronaučnim satima za mladež bila je tolika posjećenost da su slušači bili i izvan da se nije moglo doći blizu, koliko je bilo mnogo ljudi. Za vrijeme nedjeljnih propovijedi bilježila se rekordna posjećenost splitskoj katedralnoj rotondi. Njegov vjeronauk nije bio klasičan u cilju učenja vjerskih istina, nego je bio šira pristupa koji se nije ograničio samo na doktrinalnu misao, nego je u dijalog dovodio sve ideje i vodio slušatelja evanđeoskim putem prema Kristu. Poželjno je to bilo i za one koji nisu vjernici, a tražili su mogućnost premošćivanja ateizma i kršćanstva. Živio je i djelovao u skladu s "aggiornamentom – posadašnjenjem Crkve".
Član šahovskog kluba GŠK Solin-Cemex.

## Citati
Izabrani citati:
- Kada je sve rečeno, treba šutjeti.
- Jer šutnja nije samo izraz nemoći i nedostatak onoga što treba drugome reći, već je ona znak da smo sve rekli.
- Govor šutnje drugome otkriva i objavljuje totalitet, sveukupnost, transcendenciju.
- I samo onaj tko zna šutjeti obećava neviđeno.
- Samo onaj tko šuti, ne može biti obeščašćen.
- Samo govor šutnje moguće je vječno slušati, a da ti ne postane dosadno.